# Ana Mena
Ana Mena Rojas (Estepona, 25 de febrero de 1997) es una cantante, actriz y modelo española. Se dio a conocer en 2006 tras ganar la duodécima edición autonómica de los Premios Veo Veo, aunque su popularidad aumentó cuando protagonizó la miniserie Marisol, la película en 2009.
Mena debutó en la industria musical en 2016 con su sencillo «No soy como tú crees». En 2018 alcanzó gran popularidad en Italia con la canción «D'estate non vale» junto a Fred de Palma. A partir de ese momento, su carrera dio un giro radical, convirtiéndose en una de las artistas más escuchadas de la era del streaming en España y ganando proyección internacional.  Ha lanzado dos álbumes de estudio: Index (2018) y Bellodrama (2023).

## Biografía

### Primeros años
Comenzó a interesarse por la música desde niña gracias a la influencia de sus padres. En el año 2006 se presentó a la duodécima edición del concurso Veo Veo, donde consiguió ser la ganadora. En el año 2007 sacó su primer sencillo «Esta es mi ilusión». Después de pasar una etapa en la que pasó cantando por varios platós de televisión como Menuda noche se presentó al casting para protagonizar la miniserie Marisol, la película emitida por Antena 3. Pero el estrellato en el mundo de la música le llegó en 2010 de la mano del concurso My Camp Rock 2 de Disney Channel, donde fue la ganadora.

### Ámbito profesional
Después de ganar el concurso My Camp Rock 2 participó en la serie de Telecinco Supercharly. Pero su gran papel le llegó de la mano de Pedro Almodóvar en la película La piel que habito.
Su carrera en la música empezó con composiciones de bandas sonoras para algunas películas, como la ya mencionada La piel que habito o la película original de Disney Channel La fabulosa aventura de Sharpay, donde interpretó la canción «Voy a brillar». En 2012 ejerció de presentadora en el Festival de Cine de Málaga, además ese mismo año hizo sus pinitos en el mundo de la moda, ya que protagonizó desfiles para firmas como Olivalsur. Ese mismo año participó en el programa de El número uno de Antena 3. En 2013 fichó por Antena 3 para protagonizar la serie musical Vive cantando, donde interpretó a Paula Ruiz Almagro.
A finales de 2015 sacó un sencillo titulado «No soy como tú crees», una canción de estilo pop que le valió muchas comparaciones con la artista estadounidense Meghan Trainor. Con el sencillo consiguió estar entre la lista Viral50 de Spotify en España y duro dos semanas consecutivas como una de las más escuchadas por los españoles. Además, gracias a su primer sencillo consiguió ser seleccionada Artista Spotlight Spotify 2016.
Otros de sus sencillos son «Loco como yo» y «Se fue», aunque el más destacado es «Ahora lloras tú», con la colaboración de CNCO, con el que se coló en la lista de éxitos de iTunes y se convirtió en trending topic. No sólo en España, sino también en Argentina, Ecuador, Guatemala, Nicaragua, Costa Rica, México, Panamá, Francia, El Salvador, Uruguay y Venezuela, además de haber conseguido reunir más de 52 millones de visitas en Youtube. El 22 de septiembre de 2017 colabora con el artista colombiano RK, lanzando el sencillo «Mentira», una canción latina y urbana. El 16 de marzo de 2018 lanzó «Ya es hora» con la colaboración de Becky G y De La Ghetto, sencillo principal de su primer álbum, Index. Ese mismo año participa en el largometraje de Celia Rico Clavenillo, Viaje al cuarto de una madre, junto a Anna Castillo y Lola Dueñas. 
El 11 de enero de 2020 Ana Mena participa en la 25.ª edición de los Premios Forqué, que se celebró en el Palacio Municipal de IFEMA en Madrid interpretando el tema «Un año de amor» (tema original de Nino Ferrer) de la película Tacones Lejanos de Pedro Almodóvar. Este mismo año también fue la encargada de realizar la actuación de apertura junto a su compañero Rayden en la gala de la 34.ª edición de los Premios Goya. Durante su actuación, ambos artistas homenajearon el cine español.
El 23 de febrero de 2021 Netflix anuncia el elenco de la serie Bienvenidos a Edén, de la que forma parte junto a Amaia Salamanca, Begoña Vargas o Belinda. En abril de 2021 participa, junto a más de treinta artistas, en la versión del cuarto movimiento de la Sinfonía n.º 9 de Beethoven «Himno a la Alegría» por la lucha contra la pandemia del COVID-19.
El 27 de octubre de 2021 Telecinco anuncia la nueva temporada del programa Idol Kids en la que Ana Mena se estrenará por primera vez como jurado en un talent show junto a Omar Montes y Camela. En noviembre del mismo año lanzó el sencillo «Música ligera», un cover del tema italiano de Colapesce Dimartino, basado en la música pop de la década de 1960 en España e Italia.
El 8 de junio de 2022 anuncia «Las 12» junto a Belinda, su siguiente sencillo y nuevo adelanto de su segundo disco de estudio, el que en los meses siguientes la cantante anunciaba en diferentes entrevistas y por redes sociales que estaba trabajando en este para finales de 2022 o principios de 2023.El sencillo acabaría siendo uno de los mayores éxitos de la malagueña, certificado con 7 discos de Platino en España y lográndole su primera certificación en México como disco de Oro.
El 20 de enero de 2023 sale el que sería el tercer sencillo del segundo álbum de estudio de Ana Mena, «Un clásico», que acabaría vendiendo más de 120.000 copias en España y certificado como doble disco de Platino en el país.Finalmente, el 7 de febrero del mismo año Ana Mena anuncia el que sería su segundo álbum de estudio, Bellodrama.A este álbum le siguen dos sencillos más, «Me he pillao x ti», con Natalia Lacunza, y «Lentamente». El disco sale a la luz el 24 de marzo de 2023 ante favorables críticas de la prensa y del público, nombrado como «el álbum más importante del año de una artista femenina pop en España» y debuta en la primera posición de las listas de éxitos españolas. A día de hoy está certificado como disco de Platino tras vender más de 40.000 copias en España.
Para la promoción de su segundo álbum de estudio, Ana Mena se embaucó en su primera gira con fechas internacionales durante dos años, el Bellodrama Tour, con la cual colgó sus primeros carteles de sold out, llegando a llenar dos veces el Wizink Center y una vez el Sant Jordi Club. También visitó por primera vez los países de México y Argentina, siendo en el Hipódromo de San Isidro la última fecha oficial de la gira como parte del cartel de artistas del prestigioso festival Lollapalooza. Durante la gira, Mena estrenó varios sencillos fuera de su segundo álbum que consiguieron manterla dentro de las listas de éxitos, «Madrid City» certificada 3 veces como disco de Platino y «Carita triste» junto a la cantante argentina Emilia, lograron posiciones máximas dentro del top 10 en España, y esta última le consiguió a la malagueña su primer disco de Oro en Argentina.
El 16 de septiembre de 2024 se anunciaba el regreso de Ana Mena a la gran pantalla con su primer papel protagónico en Ídolos, dirigida por Mat Whitecross y coprotagonizada por Óscar Casas. La película, que gira en torno al mundo del motociclismo profesional vinculado al campeonato mundial MotoGP, tiene previsto estrenarse en noviembre de 2025. El 30 de junio de 2025, a través de sus redes sociales, la cantante anunciaba que formaría parte de la siguiente temporada de La Voz Kids en España como nueva coach, que se estrenará en Antena 3 en 2026.

### Éxito en Italia
El 12 de junio de 2018 anunció en sus redes sociales que el día 15 de ese mismo mes estrenaría su colaboración «D'estate non vale» junto al rapero y artista italiano Fred De Palma. Después de unas semanas en el mercado y sin mucha promoción, el tema empieza a escalar posiciones en las listas de éxitos hasta conseguir la primera posición en el diario de Spotify Italia y su máxima posición de 6 en las listas oficiales de ventas de canciones en Italia. El tema acaba siendo certificado tres veces platino por la FIMI.
Tras el amigable éxito de su primera colaboración, los dos artistas deciden repetir y el 4 de junio de 2019 estrenan su segunda colaboración «Una volta ancora». La nueva canción se convierte en un éxito instantáneo consiguiendo en poco más de un mes el número uno en Spotify y en la lista de ventas oficiales de ventas de canciones en Italia. Después del éxito en Italia, el dúo lanza su primer tema juntos en castellano, titulado «Se Iluminaba». Sin embargo, el éxito de esta nueva versión se hizo esperar y no fue hasta 93 días después de su lanzamiento que la canción logró entrar entre las 10 canciones más escuchadas en España, siendo así el primer top 10 de Ana Mena en su país natal, tanto en Spotify como en la lista oficial de ventas de canciones. El éxito acaba siendo rotundo, siendo certificado cinco veces platino por PROMUSICAE y siendo la segunda canción más vendida del año y la primera interpretada por un artista español en España en 2020.
Ese mismo año, debuta el 6 de febrero de 2020 en el 70.º Festival de la Canción de San Remo acompañando al también cantante italiano Riki en el tema «L'Edera».
El 3 de julio de 2020 lanza «A un passo dalla luna», su tercer sencillo en Italia, acompañada por el rapero y cantante urbano Rocco Hunt. La canción debuta en el top 10 de las canciones más escuchadas de Spotify Italia en su primer día. Sin embargo, no fue hasta tres semanas después en las que alcanzaría el primer puesto en las listas oficiales de ventas de canciones en Italia, posición que mantuvo durante 9 semanas consecutivas. El sencillo fue certificado con seis discos de platino.
Tras el éxito por tercer verano consecutivo en Italia, el dueto, formado por Ana Mena y Rocco Hunt, versionan al español su tema y el 14 de agosto de 2020 lanzan «A un paso de la luna». En España, la canción consigue colarse entre los cinco temas más importantes del país en el puesto número 4 y está certificada con cinco discos de platino hasta la fecha.
El 31 de mayo de 2021, Ana Mena, anuncia su nuevo sencillo en italiano «Un bacio all'improvviso», de nuevo junto al rapero Rocco Hunt, para estrenarse el 4 de junio de 2021. El 18 de junio de 2021 se estrena su versión en español, «Un beso de improviso», junto al videoclip oficial de la canción. La versión en italiano consigue colarse nuevamente en el top 10 de la lista de ventas italiana y es certificada con 3 discos de platino hasta la fecha, mientras que la versión en español es certificada platino.
El 18 de octubre de 2021, se anuncia una nueva colaboración con el cantante italiano Federico Rossi, estrenándose el día 22 de ese mismo mes. Durante la promoción del tema en distintos medios de comunicación italianos, Ana Mena desvela que aparte de estar trabajando en su segundo trabajo discográfico en español también lanzará un álbum inédito en italiano en 2022: «Quiero que las personas que me han apoyado durante estos cuatro años sientan que puedo ser diferente de lo que han escuchado hasta ahora. Me enamoré de Italia, será mi forma de darles las gracias».
El 4 de diciembre de 2021, se confirma a Ana Mena como una de las 25 participantes en la 72.ª edición del Festival de la Canción de San Remo.«Duecentomila ore» fue el tema elegido con el que la malagueña se presentaría en el festival y en el que acabaría en la 24ª posición. A pesar de la mala acogida de la prensa, el tema se acabaría haciendo viral en redes y certificado como disco de Oro en Italia.Ese mismo año lanza por primera vez un tema en solitario como candidata a canción del verano, «Mezzanotte», versión en español de «Las 12», el cual acabaría siendo también disco de Oro.
En 2023 está presente en el disco de las cantantes italianas Paola & Chiara «Per Sempre» donde hace un dueto en la canción «Viva el amor!».El 7 de julio del mismo año, después de lanzar su nuevo tema junto al rapero Guè, «Acquamarina», Ana Mena y Fred de Palma se vuelven a unir para su primera colaboración en 4 años con el tema «Melodia criminal», volviéndose un tema viral en las radios de Italia desde su lanzamiento y siendo certificada como disco de Oro en el país.

## Filmografía

### Cine
| Año  | Título                       | Personaje            | Director                     | Notas                |
| ---- | ---------------------------- | -------------------- | ---------------------------- | -------------------- |
| 2011 | La piel que habito           | Norma Ledgard (niña) | Pedro Almodóvar              |                      |
| 2018 | Viaje al cuarto de una madre | Bea                  | Celia Rico Clavellino        |                      |
| 2023 | 7200 segundos con Ana Mena   | Ella misma           | Jacobo Eireos y Elena Zapata | Película documental  |
| 2025 | Ídolos                       | Luna Cardona         | Mat Whitecross               | Pendiente de estreno |

### Series de televisión
| Año       | Título               | Personaje                | Notas                          |
| --------- | -------------------- | ------------------------ | ------------------------------ |
| 2009      | Marisol, la película | Marisol (etapa infantil) | Protagonista (miniserie)       |
| 2010      | Supercharly          | Verónica «Vero» Navarro  | 5 episodios (recurrente)       |
| 2013      | Como alas al viento  | Gloria Mohedano          | Secundaria (miniserie)         |
| 2013–2014 | Vive cantando        | Paula Ruiz Almagro       | Elenco principal; 25 episodios |
| 2022      | Bienvenidos a Edén   | Judith                   | 4 episodios (recurrente)       |

### Programas de televisión
| Año       | Título                                 | Cadena         | Rol                               |
| --------- | -------------------------------------- | -------------- | --------------------------------- |
| 2006-2010 | Menuda Noche                           | Canal Sur      | Colaboradora                      |
| 2010      | My Camp Rock 2                         | Disney Channel | Concursante - Ganadora            |
| 2013      | Tu cara me suena 3                     | Antena 3       | Invitada como Abraham Mateo       |
| 2017      | Tu cara me suena 6                     | Antena 3       | Invitada como Ariana Grande       |
| 2019      | La mejor canción jamás cantada         | La 1           | Invitada versionando a Olé Olé    |
| 2020      | 70º Festival de la Canción de San Remo | Rai 1          | Invitada cantando junto a Riki    |
| 2020      | Tu cara me suena 8                     | Antena 3       | Invitada como Thalía              |
| 2020      | Adivina qué hago esta noche            | Cuatro         | Invitada                          |
| 2020-2024 | La resistencia                         | #0             | Invitada                          |
| 2020-2024 | El hormiguero                          | Antena 3       | Invitada                          |
| 2021      | El concurso del año                    | Cuatro         | Invitada                          |
| 2021      | Acoustic Home                          | HBO Max        | Protagonista                      |
| 2021      | La Marató de TV3                       | TV3            | Invitada versionando a Búhos      |
| 2022      | Idol Kids                              | Telecinco      | Jurado                            |
| 2022      | 72º Festival de la Canción de San Remo | Rai 1          | Participante - 24º puesto         |
| 2023-2024 | Campanadas de fin de año               | La 1           | Presentadora junto a Ramón García |
| 2024      | El desafío                             | Antena 3       | Madrina invitada                  |
| 2024      | Feat                                   | Playz          | Jurado                            |
| 2024      | La revuelta                            | La 1           | Invitada                          |

## Discografía
- 2018: Index
- 2023: Bellodrama

## Giras musicales
- 2017: Ana Mena Tour
- 2018: Ana Mena Gira 2018
- 2021: Ana Mena Tour 2021
- 2022: Ana Mena 2022 Tour
- 2023-2025: Bellodrama Tour

## Premios y nominaciones
| Año  | Premio                           | Categoría                         | Trabajo nominado                               | Resultado |
| ---- | -------------------------------- | --------------------------------- | ---------------------------------------------- | --------- |
| 2016 | LOS40 Music Awards               | Artista revelación                | Ella misma                                     | Nominada  |
| 2016 | Premio Málaga Joven              | Arte                              | Ella misma                                     | Ganadora  |
| 2018 | Kids' Choice Awards              | Mejor artista español             | Ella misma                                     | Ganadora  |
| 2018 | Tú Awards                        | Mejor colaboración                | «Prohibido (Remix)»                            | Ganadora  |
| 2019 | SEAT Music Awards                | Sencillo                          | «D'estate non vale»                            | Ganadora  |
| 2020 | Hija Predilecta de Estepona      | Hija Predilecta                   | Trayectoria artística y promoción de la ciudad | Ganadora  |
| 2020 | LOS40 Music Awards               | Mejor Artista o Grupo Del 40 al 1 | Ella misma (con Fred De Palma)                 | Nominada  |
| 2021 | Premios Odeón                    | Mejor canción pop                 | «A un paso de la luna»                         | Nominada  |
| 2021 | Premios Odeón                    | Mejor videoclip                   | «A un paso de la luna»                         | Ganadora  |
| 2021 | SEAT Music Awards                | Sencillo                          | «A un passo dalla luna»                        | Ganadora  |
| 2021 | SEAT Music Awards                | Sencillo                          | «Un bacio all'improvviso»                      | Ganadora  |
| 2021 | LOS40 Music Awards               | Mejor Canción                     | «A un paso de la luna»                         | Nominada  |
| 2021 | LOS40 Music Awards               | Mejor Artista o Grupo             | Ella misma                                     | Nominada  |
| 2021 | LOS40 Music Awards               | Mejor Artista o Grupo Del 40 al 1 | Ella misma                                     | Ganadora  |
| 2021 | MTV Europe Music Awards          | Mejor Artista Español             | Ella misma                                     | Nominada  |
| 2021 | Premios Hoy Magazine             | Mejor artista revelación del año  | Ella misma                                     | Ganadora  |
| 2022 | Premios Odeón                    | Mejor canción pop                 | «Un beso de improviso»                         | Nominada  |
| 2022 | Premios Odeón                    | Mejor canción urbana              | «Solo»                                         | Nominada  |
| 2022 | Premios Número 1 de Cadena 100   | Música                            | Ella misma                                     | Ganadora  |
| 2022 | Premios Dial                     | Artista premiada                  | Ella misma                                     | Ganadora  |
| 2022 | LOS40 Music Awards               | Mejor Artista o Grupo             | Ella misma                                     | Nominada  |
| 2022 | LOS40 Music Awards               | Mejor Canción                     | «Música ligera»                                | Ganadora  |
| 2022 | LOS40 Music Awards               | Mejor Videoclip                   | «Las 12»                                       | Nominada  |
| 2022 | LOS40 Music Awards               | Mejor Colaboración                | «Quiero decirte»                               | Nominada  |
| 2023 | Premios Dial                     | Artista premiada                  | Ella misma                                     | Ganadora  |
| 2023 | Premios Odeón                    | Mejor canción pop                 | «Las 12»                                       | Ganadora  |
| 2023 | LOS40 Music Awards               | Mejor Artista o Grupo             | Ella misma                                     | Ganadora  |
| 2023 | LOS40 Music Awards               | Mejor Artista o Grupo en directo  | Ella misma                                     | Nominada  |
| 2023 | LOS40 Music Awards               | Mejor Festival, Gira o Concierto  | «Bellodrama tour»                              | Nominada  |
| 2023 | LOS40 Music Awards               | Mejor Álbum                       | Bellodrama                                     | Nominada  |
| 2024 | Premios de la Academia de Música | Mejor Álbum Pop                   | Bellodrama                                     | Ganadora  |
| 2024 | Premios de la Academia de Música | Canción del Año                   | «Madrid city»                                  | Nominada  |
| 2024 | Premios Número 1 de Cadena 100   | Música                            | Ella misma                                     | Ganadora  |
| 2024 | Heat Latin Music Awards          | Mejor Artista Pop                 | Ella misma                                     | Nominada  |
| 2024 | Premios MTV MIAW                 | Miawdio del Año                   | Ella misma                                     | Nominada  |
| 2024 | MTV Europe Music Awards          | Mejor Artista Español             | Ella misma                                     | Nominada  |
| 2024 | LOS40 Music Awards               | Mejor Artista o Grupo             | Ella misma                                     | Nominada  |
| 2024 | LOS40 Music Awards               | Mejor Artista o Grupo en directo  | Ella misma                                     | Nominada  |
| 2024 | LOS40 Music Awards               | Mejor Colaboración                | «Carita triste»                                | Nominada  |
| 2024 | LOS40 Music Awards               | Mejor Canción                     | «Madrid city»                                  | Ganadora  |
| 2025 | Premios Lo Nuestro               | Mejor EuroSong - Pop/Urbano       | «Madrid city»                                  | Nominada  |
| 2025 | Premios de la Academia de Música | Mejor Gira                        | «Bellodrama tour»                              | Nominada  |